# Mujeres Españolas
Mujeres Españolas fue una revista femenina publicada en Madrid entre 1929 y 1931.

## Historia
Editada en Madrid, llevó el subtítulo «revista bisemanal exclusivamente patriótica». El primer número de la revista apareció el 11 de abril de 1929. Se trató del órgano de una organización fundada poco antes, llamada Agrupación Nacional de Mujeres Españolas. Su directora fue María de la Misericordia Vejarano y Cabarrús, conocida como la vizcondesa de San Enrique, y participaron autoras como Carmen Velacoracho de Lara, Cándida Cadenas y Campo, María López de Sagredo, Juana Salas, Laura Brunet de García-Noblejas, Roberta López Roberts, Carmen Ferns o Elisa Soriano. Defensora de la dictadura de Primo de Rivera, desde sus páginas se propuso una integración de la mujer en la esfera política. Su publicación finalizó tras 113 números, el 23 de abril de 1931, unos días después de la proclamación de la Segunda República.